# Deutsche Straßen-Radmeisterschaften 2014
Die Deutschen Straßen-Radmeisterschaften 2014 fanden vom 27. bis 29. Juni in Baunatal und Edermünde sowie das Straßenrennen der U23 am 15. Juni in Cottbus statt.

## Einzelzeitfahren

### Frauen
| Platz | Athletin            | Zeit          |
| ----- | ------------------- | ------------- |
| 1     | Lisa Brennauer      | 40:31,10 min  |
| 2     | Trixi Worrack       | + 0:17,29 min |
| 3     | Charlotte Becker    | + 0:57,17 min |
| 4     | Mieke Kröger        | + 1:09,21 min |
| 5     | Esther Fennel       | + 1:28,04 min |
| 6     | Stephanie Pohl      | + 2:09,49 min |
| 7     | Claudia Lichtenberg | + 2:30,75 min |
| 8     | Corinna Lechner     | + 2:47,26 min |
| 9     | Romy Kasper         | + 2:57,95 min |
| 10    | Adelheid Schütz     | + 3:42,88 min |

Länge: 29,6 km 

Start: Freitag, 27. Juni, 14:00 Uhr MESZ 

Strecke: Baunatal–Edermünde–Baunatal, 2 Runden 

Durchschnittsgeschwindigkeit der Siegerin: 43,83 km/h
Es kamen 53 Athletinnen ins Ziel.

### Männer
| Platz | Athlet                | Zeit          |
| ----- | --------------------- | ------------- |
| 1     | Tony Martin           | 56:22,32 min  |
| 2     | Nikias Arndt          | + 0:56,74 min |
| 3     | Lars Teutenberg       | + 1:14,62 min |
| 4     | Daniel Westmattelmann | + 2:05,92 min |
| 5     | Nico Heßlich          | + 2:08,87 min |
| 6     | Michel Koch           | + 2:17,36 min |
| 7     | Jasha Sütterlin       | + 2:27,33 min |
| 8     | Jan-Niklas Droste     | + 3:05,89 min |
| 9     | Gero Walbrül          | + 3:10,86 min |
| 10    | Richard Stockhausen   | + 4:01,77 min |

Länge: 44,4 km 

Start: Freitag, 27. Juni, 19:30 Uhr MESZ 

Strecke: Baunatal–Edermünde–Baunatal, 3 Runden 

Durchschnittsgeschwindigkeit des Siegers: 47,26 km/h
Es kamen 24 Athleten ins Ziel.

### Männer U23
| Platz | Athlet                | Zeit          |
| ----- | --------------------- | ------------- |
| 1     | Nils Politt           | 37:05,18 min  |
| 2     | Maximilian Schachmann | + 0:06,62 min |
| 3     | Domenic Weinstein     | + 0:10,88 min |
| 4     | Yannick Gruner        | + 0:49,24 min |
| 5     | Matthias Plarre       | + 0:55,33 min |
| 6     | Ruben Zepuntke        | + 1:05,24 min |
| 7     | Emanuel Buchmann      | + 1:14,50 min |
| 8     | Mario Vogt            | + 1:21,17 min |
| 9     | Christopher Muche     | + 1:29,07 min |
| 10    | Eric Süßemilch        | + 1:38,93 min |

Länge: 29,6 km 

Start: Freitag, 27. Juni, 16:30 Uhr MESZ 

Strecke: Baunatal–Edermünde–Baunatal, 2 Runden 

Durchschnittsgeschwindigkeit des Siegers: 47,89 km/h
Es kamen 72 Athleten ins Ziel.

## Straßenrennen

### Frauen
| Platz | Athletin            | Zeit       |
| ----- | ------------------- | ---------- |
| 1     | Lisa Brennauer      | 3:07:05 h  |
| 2     | Trixi Worrack       | + 0:00 min |
| 3     | Martina Zwick       | + 0:23 min |
| 4     | Charlotte Becker    | + 0:23 min |
| 5     | Anna Knauer         | + 0:23 min |
| 6     | Stephanie Pohl      | + 0:23 min |
| 7     | Melanie Hessling    | + 0:23 min |
| 8     | Beate Zanner        | + 0:23 min |
| 9     | Yvonne Fiedler      | + 0:23 min |
| 10    | Claudia Lichtenberg | + 0:23 min |

Länge: 120,4 km 

Start: Samstag, 28. Juni, 12:00 Uhr MESZ 

Strecke: Baunatal–Edermünde–Baunatal, 7 Runden 

Durchschnittsgeschwindigkeit der Siegerin: 38,61 km/h
Es kamen 59 Athletinnen ins Ziel.

### Männer
| Platz | Athlet            | Zeit       |
| ----- | ----------------- | ---------- |
| 1     | André Greipel     | 4:49:51 h  |
| 2     | John Degenkolb    | + 0:00 min |
| 3     | Phil Bauhaus      | + 0:00 min |
| 4     | Alexander Krieger | + 0:00 min |
| 5     | Henning Bommel    | + 0:00 min |
| 6     | Sascha Weber      | + 0:00 min |
| 7     | Ralf Matzka       | + 0:00 min |
| 8     | Jasha Sütterlin   | + 0:00 min |
| 9     | Willi Willwohl    | + 0:00 min |
| 10    | Rick Zabel        | + 0:00 min |

Länge: 206,4 km 

Start: Sonntag, 29. Juni, 09:00 Uhr MESZ 

Strecke: Baunatal–Edermünde–Baunatal, 12 Runden 

Durchschnittsgeschwindigkeit des Siegers: 42,73 km/h
Es kamen 138 Athleten ins Ziel.

### Männer U23
| Platz | Athlet           | Zeit       |
| ----- | ---------------- | ---------- |
| 1     | Max Walscheid    | 4:13:50 h  |
| 2     | Phil Bauhaus     | + 0:00 min |
| 3     | Erik Bothe       | + 0:00 min |
| 4     | Pascal Ackermann | + 0:00 min |
| 5     | Willi Willwohl   | + 0:00 min |
| 6     | Martin Bauer     | + 0:00 min |
| 7     | Jan Dieteren     | + 0:00 min |
| 8     | Robert Krause    | + 0:00 min |
| 9     | Maximilian Beyer | + 0:00 min |
| 10    | Jonas Tenbrock   | + 0:00 min |

Länge: 189,5 km 

Start: Sonntag, 15. Juni, 09:20 Uhr MESZ 

Strecke: Cottbus–Neuhausen–Bagenz–Spremberg–Gablenz–Krauschwitz–Niesky–Kodersdorf–Wiesa–Liebstadt–Görlitz/Ebersbach und zurück 

Durchschnittsgeschwindigkeit des Siegers: 44,79 km/h
Es kamen 95 Athleten ins Ziel.